# قرص متفرق

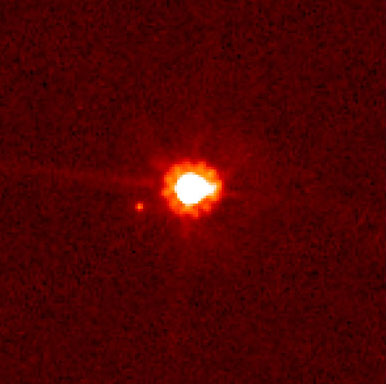
إريس ،أكبر جسم متفرق معروف، في الصورة الجسم الأحمر الكبير هو إريس والجسم الأحمر الصغير هو قمره ديسنوميا (على اليسار)

القرص المتفرق أو المبعثر هو قرص نجمي دوار بعيد في النظام الشمسي مليء بأجسام جليدية صغيرة مبعثرة، وهي مجموعة فرعية من عائلة الأجسام وراء نبتونية. تصل الانحرافات المدارية للأجسام داخل القرص إلى القيمة 8، وتصل
زوايا ميلانها إلى 40 درجة، وتتجاوز قيمة حضيضها الشمسي أكثر من 30 وحدة فلكية (4.5 x 109 كيلومتر أو 2.8 x 109 ميل).يعتقد أنّ هذه المدارات المتطرفة تكونت نتيجة التبعثر الثقالي الذي سببته الكواكب الغازية العملاقة، وتبقى هذه الأجسام عرضة للاضطراب الذي يسببه كوكب نبتون.
يمكن لمدارات هذه الأجسام أن تمتد لأكثر من مئة وحدة فلكية على الرغم من أنها تقترب من الشمس حتى 30 إلى 35 وحدة فلكية. وهذا ما يجعل هذه الأجسام المبعثرة من أبرد وأبعد الأجسام في النظام الشمسي. يتداخل القسم الداخلي من القرص المبعثر مع منطقة على شكل طارة تدور أجسامها بشكل تقليدي وتُسمى هذه المنطقة حزام كايبر . أمّا حدود القرص الخارجية فتدور بعيدةً جدًا عن الشمس وأكثر بعدًا عن المسار الشمسي من حزام كايبر من الجهتين العليا والسفلى.
وبسبب طبيعة القرص غير المستقرة، يعتقد علماء الفلك اليوم بأنّ القرص المبعثر هو المكان الأصلي لأغلب المذنبات الدورية في النظام الشمسي، بالإضافة إلى القناطير التي تشكّل مجموعة من الأجسام الجليدية بين كوكبي المشتري ونبتون، كونها تشكل مرحلة متوسطة في هجرة الأجسام من القرص إلى النظام الشمسي الداخلي. ترسل الاضطرابات التي تولدها الكواكب الغازية العملاقة مثل هذه الأجسام باتجاه الشمس، محولة إياها إلى مذنبات دورية. يُعتقد أنّ العديد من الأجسام الموجودة في سحابة أورت تكونت في القرص المبعثر. لا يمكن تمييز الأجسام المنفردة بشكل كبير عن الأجسام القادمة من القرص المبعثر، ومن الأجسام التي يمكن أن نعتبرها من هذه المجموعة كويكب «سدنا».

## اكتشافه
استُخدمت أجهزة المقارنة الوميضية بشكل تقليدي في علم الفلك لاكتشاف الأجسام في النظام الشمسي. إذ تتحرك هذه الأجسام بين عمليتي تعريض – تستغرق خطوات هذه العملية وقت طويل مثل التعريض، وتطوير الرقائق أو الأفلام الفوتوغرافية، وبعدها يستخدم الناس المقارن الوميضي للكشف اليدوي عن الأجسام المحتملة. مكّن استُخدام آلات التصوير التي تعتمد على الأجهزة المقارنة للشحنة في التلسكوبات خلال الثمانينيات من القرن العشرين من إنتاج صور إلكترونية مباشرة يمكن تحويلها بسهولة إلى صور رقمية. أتاحت عمليات المسح معدل إنتاجية أكبر لأنّ الأجهزة المقارنة للشحنة تلتقط الضوء بشكل أكبر من الأفلام ( 90% من الضوء الوارد مقارنة ب10% للأفلام) ويمكن إجراء الوميض على شاشات كومبيوتر قابلة للتعديل. وكانت النتيجة حدوث فيضان من الاكتشافات، إذ اكتُشفت الآلاف من الأجسام وراء نبتونية بين عامي 1992 و 2006. كان أول جسم معروف من القرص المبعثر هو 1996 تي إل 66، حدد علماء الفلك وجوده من جبل مونا كيا في هاوي عام 1996. حدد علماء الفلك ثلاثة أجسام أخرى في نفس المسح في عام 1999 وهي: 1999 سي في 118، 1999 سي واي 118، و1999 سي إف 119. أوّل جسم مُكتشف مُصنّف بمثابة جسم من القرص المبعثر هو 1995 تي إل 8، الذي اكتُشف في العام 1995 ضمن مشروع سبيس واتش.
حُدّد أكثر من مئتي جسم من القرص المبعثر منذ العام 2011، منها (229762) 2007 UK126 ( الذي اكتشفه شوامب، وبراون، ورابينوفيتش)، و2002 تي سي 302 (اكتُشف ضمن مشروع تعقب الأجرام القريبة من الأرض)، وإريس (اكتشفه براون وتروخيو ورابينوفيتش)، وسدنا (اكتشفه براون وتروخيو ورابينوفيتش)، و 2004 في إن 112 (اكتُشف ضمن مشروع المسح البروجي العميق)، على الرغم أنه من المفترض أنّ عدد الأجسام في حزام كايبر مساوٍ لعدد الأجسام في القرص المبعثر إلّا أنّ الأرصاد تميل إلى أنّ عدد الأجسام في القرص المبعثر المرصودة حتى الآن أقل بكثير نظرًا لبعدها الكبير.

## تقسيم الفضاء وراء نبتوني
تقسم الأجسام وراء نبتونية إلى قسمين: حزام كايبر والقرص المبعثر. وتشكّل سحابة أورت المُفترضة المخزون الاحتياطي من الأجسام وراء نبتونية، على الرغم من أنه ليس هناك أرصاد مباشرة تؤكد وجود سحابة أورت. يقترح بعض الباحثين فضاء انتقالي بين القرص المبعثر والقسم الداخلي من سحابة أورت مملوء «بأجسام منفصلة».

### القرص المبعثر مقابل حزام كايبر
حزام كايبر: هو طارة قليلة السماكة نسبيًا أو «فضاء على شكل كعكة الدونات». يمتد ضمن مساحة 30 إلى 50 وحدة فلكية. تنقسم الأجسام ضمن حزام كايبر إلى توزيعين أساسيين: أجسام حزام كايبر الكلاسيكية أو « كيوبوانوس» والتي تقع في مدارات لا تتأثر بنبتون، وأجسام حزام كايبر الرنّانة، وهي أجسام يسيطر عليها نبتون ضمن نسبة مدارية دقيقة هي 2:3 (تدور الأجسام مرتين لكل ثلاث دورات يقوم بها نبتون) وبنسبة 1:2 (تدور الأجسام مرة واحدة لكل دورتين يقوم بها نبتون). تُدعى هذه النسب بالرنينات المدارية، وهي تسمح للأجسام ضمن القرص المبعثر أن تبقى ضمن مناطق كان من الممكن أن يزيلها التأثير الثقالي لنبتون على مدى عمر النظام الشمسي، لأنّ الأجسام غير قريبة كفاية من نبتون لتبعثرها جاذبيته. تُعرف الأجسام المحجوزة ضمن الرنينات المدارية بنسبة 2:3 باسم «بلوتينو» لأنّ بلوتو هو العضو الأكبر في هذه المجموعة، أمّا الأجسام ضمن الرنينات المدارية بنسبة 1:2 تُسمى «توتينوز».
على عكس حزام كايبر، يمكن لنبتون أن يحدث اضطراب في توزع الجسيمات في القرص المبعثر. تدخل أجسام القرص المبعثر ضمن النطاق الثقالي لنبتون عندما تكون ضمن أكبر اقتراب لها منه (تقريبًا 30 وحدة فلكية)، لكنها من جهة أخرى تبتعد مسافات تصل لأضعاف هذه المسافة. تقترح الأبحاث الجارية أنّ القناطير فئة من الكويكبات الجليدية التي تدور بين المشتري ونبتون، وربما تكون ببساطة أجسام من القرص المبعثر عبرت إلى النظام الشمسي الداخلي بسبب نبتون، جاعلًا منها أجسام تدور في مداره بدلًا من أجسام مبعثرة وراء نبتونية. تقوم بعض الأجسام مثل (29981) 1999 تي دي 10بالتشويش على الاختلافات (جعل التمييز صعبًا)، وقد صنفت منظمة مركز الكواكب الصغيرة التي صنّفت رسميًا جميع الأجسام وراء نبتونية القناطير وأجسام القرص المبعثر معًا في نفس الفئة.
ولكن قامت منظمة مركز الكواكب الصغيرة بالتمييز بين حزام كايبر والقرص المبعثر، فاصلةً الأجسام التي تدور في مدارات مستقرة (حزام كايبر) عن الأجسام التي تدور في مدارات مبعثرة (القناطير والقرص المبعثر). ومع ذلك، فمازال الفرق بين حزام كايبر والقرص المبعثر غير واضح جدًا، ويرى الكثير من علماء الفلك أنّ القرص المبعثر ليس تجمعًا منفصلاً بل منطقة خارجية من حزام كايبر. يستخدم مصطلح آخر لأجسام القرص المبعثر وهو «أجسام حزام كايبر المبعثرة».
يقترح موربيديلي وبراون أنّ الفرق بين الأجسام الموجودة في حزام كايبر وتلك الموجودة في القرص المبعثر أنّ الأجسام الأخيرة نُقلت نصف محاورها الرئيسية بسبب مواجهة نبتون بشكل بعيد أو قريب. ولكن التجارب السابقة لم تشهد مواجهات قريبة. هذا التصور غير ملائم بالنظر إلى عمر النظام الشمسي، إذ تستطيع الأجسام «المحاصرة بالرنين» الانتقال من الحالة المبعثرة إلى الحالة غير المبعثرة العديد من المرات (والعكس بالعكس). هذا يعني أنّ الأجسام وراء نبتونية تستطيع الانتقال بين حزام كايبر والقرص المبعثر ذهابًا ورجوعًا مع مرور الوقت. لذلك اختاروا تعريف المناطق بدلًا من تعريف الأجسام، معرّفين القرص المبعثر «المنطقة من الفضاء المداري التي يُمكن أن تزورها الأجسام المواجهة لنبتون» ضمن نصف قطر نطاق هيل، أمّا حزام كايبر فهو «المنطقة من الفضاء المداري التي يُمكن أن تزورها الأجسام المواجهة لنبتون ضمن نطاق نصف قطره أكبر من 30 وحدة فلكية». أي المنطقة من النظام الشمسي المليئة بالأجسام التي تكون أنصاف محاورها الرئيسة أكبر من 30 وحدة فلكية.